# Буддийские легенды об У-ди
У-ди в китайском буддизме является популярной исторической фигурой благодаря своему вкладу в укрепление позиций буддизма в Китае. В своей политике он использовал ряд буддийских принципов, в том числе запрет смертной казни и принесение в жертву животных при отправлении культа предков. На некоторый период сам он стал буддийским монахом.
Ряд легенд, вероятно фольклорного происхождения, касается императора и буддийских деятелей его времени.

## Бодхидхармаи император

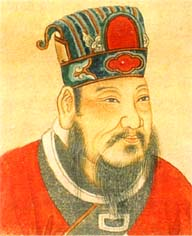
У-ди

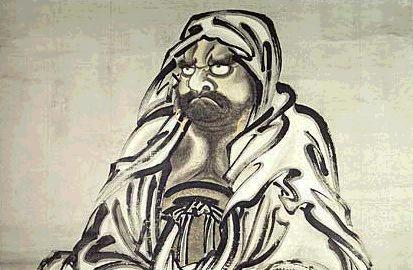
Бодхидхарма

Согласно традиции, около 520 года Бодхидхарма, первый чаньский патриарх, посетил У-ди с целью обращения последнего. Узнав, что император уже является буддистом, он понял, что это ненужно.
У-ди рассказал Бодхидхарме о том, как он строит монастыри и оказывает им поддержку деньгами. Он спросил Бодхидхарму, сколько заслуг он накопил, на что Бодхидхарма ответил, что тот не накопил никаких заслуг.
Удивлённый У-ди спросил: «В чём состоит учение буддизма?» и Бодхидхарма ответил: «Обширная пустота».
«Кто же тогда передо мной?» — спросил У-ди, и в ответ услышал: «Не знаю».
Впоследствии У-ди отказал Бодхидхарме в признании, и это столкновение считается причиной легендарной смерти У-ди от голода.
С этой смертью связано предание о том, что в одной из прошлых жизней, во времена Будды, У-ди был монахом-отшельником в горах, где выращивал для себя съедобные растения. Плодами его трудов пользовались обезьяны, и однажды монах загнал одну из них в пещеру, вход в которую завалил камнями. Открыв пещеру через два дня, он обнаружил, что обезьяна умерла от голода.
Во времена У-ди обезьяна родилась Хоу Цзином, полководцем Северной Вэй, который взял Нанкин и уморил пленённого императора голодом.
Чтобы предотвратить это, Бодхидхарма и нанёс визит к У-ди, но поскольку тот не признал его, Бодхидхарма не смог ничего поделать и вместо этого на девять лет ушёл в медитацию.

## Покаяние императора
Возможно, наиболее часто У-ди упоминается как соавтор одного из требников китайского буддизма и связанной с ним церемонии покаяния. «Драгоценное покаяние лянского императора» (梁皇寶懺) описывает неблагополучное следующее перерождение его супруги и его причины, другие примеры влияния кармы на людей: кармического воздаяния и способов его предотвратить. Церемония включает простирания перед значительным числом будд.
Считается, что У-ди начал историю этой церемонии после смерти своей супруги Чи Хуэй. Она скончалась в 30 лет, оставив по себе память человека завистливого и гневного. Она переродилась в огромную змею и поняла, что для искупления действий, приведших её к этому неблагоприятному перерождению, необходимы молитвы буддийской сангхи. У-ди благородно заказал чаньскому мастеру Бао Чжи и ряду других видных буддийских деятелей написать 10 глав покаянной церемонии. Благодаря проведению церемонии бывшая супруга императора избавилась от страданий.
«Драгоценное покаяние лянского императора» — популярный текст в среде китайских буддистов, он начитывается и ежегодно выполняется во многих храмах, в первую очередь на праздник Цинмин и Чжунъюаньцзе.

## Освобождение из низших миров
Другой ритуальный текст, приписываемый У-ди и его придворному чаньскому мастеру Бао Чжи — «Ритуал освобождения воды и земли» (法界聖凡水陸普度大齋勝會, Fajie Shengfan Shuilu Pudu Dazhai Sheng Hui). Этот ритуал призван привлечь обитателей высших миров к освобождению от страданий живых существ, родившихся в низших мирах. «Покаяние лянского императора» выступает в этом ритуале как один из рецитируемых текстов.
По легенде, этот ритуал был проведён У-ди впервые после того, как во сне ему явился монах, который сообщил, что высшая заслуга обретается подношениями во имя освобождения живых существ низших миров от страданий.